# 16. padalska brigadna skupina (Združeno kraljestvo)
Za druge 16. brigade glej 16. brigada.
16. padalska brigadna skupina (izvirno angleško 16th Parachute Brigade Group) je padalska enota Britanske kopenske vojske.

## Zgodovina
Brigada je bila ustanovljena leta 1960 s preimenovanjem 16. (samostojne) padalske brigadne skupine. 
Enota je bila nastanjena na Cipru, v Bahrajnu, sodelovala v UNFICYP,....